# 哈爾濱市朝鮮族第二中學校
哈爾濱市朝鮮族第二中學校（中国朝鲜语：／），又名哈爾濱市民族科技高級職業中學校（／），是中华人民共和国黑龙江省哈尔滨市的朝鮮族完全中學。

## 歷史
哈爾濱市朝鮮族第二中學校始建於1962年8月15日，當時含普通高中與初中，普通高中1992年9月經市人民政府批准轉為外國語職業高中，是黑龍江省唯一有民族特色的職業高中。2010年12月獲批成為標準化學校。
2006年，黑龍江省教育學院為該校及省內其他幾所朝鮮族學校的教師組織了電腦培訓。2011年，哈爾濱市朝鮮族第二中學校與哈爾濱市旅遊局簽訂了培訓韓國語導遊的協議。
該校曾位於道里区通江街86號的猶太中學舊址，現位於建河街11號。

### 引用
1. ↑  Mann, Jim, , Los Angeles Times, 1985-10-20  [2011-04-28], （原始内容存档于2012-11-06）
2. ↑  , harbin.gov.cn, 2006-09-13  [2011-05-02], （原始内容存档于2011-09-27）
3. ↑  , harbin.gov.cn,   [2011-05-02], （原始内容存档于2011-09-27）
4. ↑  , CNN, 2011-02-07  [2021-06-05], （原始内容存档于2016-03-03） （韩语）
5. ↑  , 海外韩民族媒体协会, 2006-12-21  [2011-05-02], （原始内容存档于2012-03-23）
6. ↑  , 黑龍江省教育學院, 2011-04-01  [2011-05-02], （原始内容存档于2012-03-23）
7. ↑  中國建築工業出版社 2005.

### 來源
- , , 中國建築工業出版社, 2005-10, ISBN 978-7-112-07815-8